# جاستن سبرينغ
جاستن سبرينغ (بالإنجليزية: Justin Spring)‏ هو لاعب جمباز فني أمريكي، ولد في 11 مارس 1984 في هيوستن في الولايات المتحدة.

## وصلات خارجية
- جاستن سبرينغ على موقع الاتحاد الدولي للجمباز (licence) (الإنجليزية)
- جاستن سبرينغ على موقع الاتحاد الدولي للجمباز (biography) (الإنجليزية)
- جاستن سبرينغ على موقع الاتحاد الأمريكي للجمباز (الإنجليزية)
- جاستن سبرينغ على موقع اللجنة الأولمبية الدولية (الإنجليزية)
- جاستن سبرينغ على موقع أوليمبيديا (الإنجليزية)
- جاستن سبرينغ على موقع اللجنة الأولمبية والبارالمبية الأمريكية (الإنجليزية)